# Burkettsville
Burkettsville és una població dels Estats Units a l'estat d'Ohio. Segons el cens del 2000 tenia 254 habitants.

## Demografia
Segons el cens del 2000, Burkettsville tenia 254 habitants, 94 habitatges, i 72 famílies. La densitat de població era de 576,9 habitants/km².
Dels 94 habitatges en un 34% hi vivien nens de menys de 18 anys, en un 67% hi vivien parelles casades, en un 8,5% dones solteres, i en un 23,4% no eren unitats familiars. En el 22,3% dels habitatges hi vivien persones soles el 9,6% de les quals corresponia a persones de 65 anys o més que vivien soles. El nombre mitjà de persones vivint en cada habitatge era de 2,7 i el nombre mitjà de persones que vivien en cada família era de 3,19.
Per edats la població es repartia de la següent manera: un 21,3% tenia menys de 18 anys, un 15,7% entre 18 i 24, un 27,6% entre 25 i 44, un 19,3% de 45 a 60 i un 16,1% 65 anys o més.
L'edat mediana era de 32 anys. Per cada 100 dones de 18 o més anys hi havia 106,2 homes.
La renda mediana per habitatge era de 45.833 $ i la renda mediana per família de 51.250 $. Els homes tenien una renda mediana de 31.827 $ mentre que les dones 19.688 $. La renda per capita de la població era de 17.244 $. Cap de les famílies i el 0,8% de la població estaven per davall del llindar de pobresa.

## Poblacions properes
El següent diagrama mostra les poblacions més properes.